# George Vraca

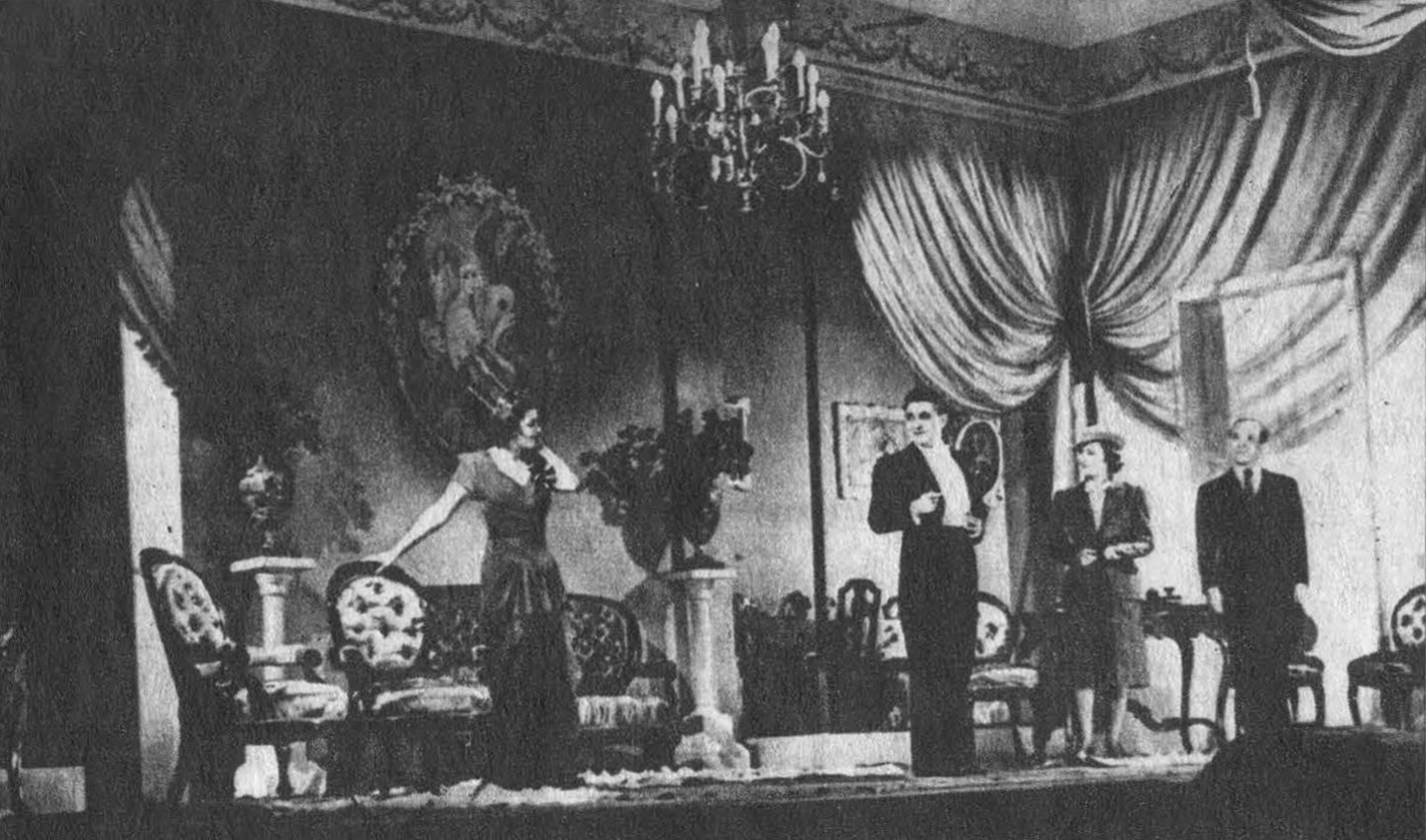
Elvira Godeanu, George Vraca, Aura Buzescu și V. Valentineanu în Marșul nupțial de Henry Bataille, 1942.

George Vraca, pe numele real Gheorghe I. Vraca, (n. 25 noiembrie 1896, București, România – d. 17 aprilie 1964, București, România) a fost un renumit actor român, unul dintre numele mari ale scenei românești. A absolvit cursurile Conservatorului de artă dramatică. S-a remarcat în interpretarea unor roluri principale din repertoriul clasic și modern, universal și național (Hamlet, Visul unei nopți de vară, Cum vă place, Neguțătorul din Veneția, Macbeth, Richard al III-lea de Shakespeare, „Din jale s-a întrupat Electra” de Eugen O'Neil, Vlaicu-Vodă de Alexandru Davilla, Fântâna Blanduziei de Vasile Alecsandri etc.). Interpretările lui George Vraca excelau prin adâncimea înțelegerii rolului, distincția și eleganța ținutei, gestica sobră și dicțiunea exemplară. A fost director de teatru, animator, conducător de colective artistice. Ca actor de cinematograf s-a remarcat în filmul Tudor. Spre sfârșitul vieții, a recitat la radio câteva dintre poemele lui Eminescu, între care și Luceafărul.
A fost laureat al Premiului de Stat (ante 1955). Apoi, în 1955, a primit titlul de artist al poporului.
„Viața lui de actor n-a cunoscut șovăieli și pauze: avea în el pregătită puterea de afirmare întreagă și conturul unei medalii, care zăcută mii de timpuri în piatră, iese la lumină cu strălucirea ei de început. Talent interior și de tenacitate metalică, Vraca era gata făurit și complet, când a intrat din culise în spectacol. ”— Tudor Arghezi
În tinerețe, George Vraca a făcut parte din echipa națională de rugby.
A decedat în 1964 și a fost înmormântat în Cimitirul „Sf. Vineri” din București.

## Roluri în teatru (selectiv)

dedicatie George Vraca pentru Iorgu Steriu, interbelic

- Paznicul bătrân, Cocoșul negru - Victor Eftimiu
- Vancheme, Cafeneaua cea mică - Tristan Bernard
- Rolsby, Raffles - Hornung și Presbrey
- Cuțui Ghiță, Tudor Vladimirescu - N. Iorga
- Roller, Hoții - Friedrich Schiller
- Karl Mohr Tâlharii - F. von Schiller
- Regele Franței, Regele Lear - Shakespeare
- Montazzo, Ruy-Blas - Victor Hugo
- Unul din seniorii scoțieni, Macbeth - Shakespeare
- Lysander, Visul unei nopți de vară - Shakespeare
- Iisus, Iisus - N. Iorga
- Faust, Faust - J. W. von Goethe
- Oswald, Strigoii - H. Ibsen
- Romeo, Romeo și Julieta - Shakespeare
- Hypolit, Fedra - Racine
- Prizonierul, Lupii de aramă - A. Maniu
- Jacques, Cum vă place? - Shakespeare
- Leonard Charters, Cuceritorul - G. B. Shaw
- Troilus, Troilus și Cresida - Shakespeare
- Vaska Pepel, Azilul de noapte - M. Gorki
- Nae Girimea, D‘ale carnavalului - I.L. Caragiale
- Hamlet, Hamlet, Shakespeare
- Oedip, Oedip, Sofocle
- Maxim de Winter, Rebecca - Daphné du Maurier
- Etienne Feriand, Îndrăgostita - G. de Portoriche
- Ezra Mannon și Orin Mannon, Din jale s'a'ntrupat Electra - E. O‘Neill
- Colonel Pickering, Pygmalion - G. B. Shaw
- Fernando Gomez, Fântâna turmelor - Lope de Vega
- Vlaicu, Vlaicu-Vodă - Al. Davilla
- Horațiu, Fântâna Blanduziei - V. Alecsandri
- Manole, Meșterul Manole - Laurențiu Fulga
- Ovidiu, Ovidiu - V. Alecsandri
- Povestitorul, Primăvara - Aurel Mihale
- Richard al III-lea, Richard al III-lea - Shakespeare
- Dr. Tokeramo, Taifunul - Melchior Lengyel

## Filmografie
- Datorie și sacrificiu (1926)
- Lia (1927)
- Televiziune (1931)
- Se aprind făcliile (1939)
- Visul unei nopți de iarnă (1946)
- Viața învinge (1951)
- Nepoții gornistului (1953)
- Răsare soarele (1954)
- Tudor (1963)

## Distincții
Pentru meritele sale artistice, actorul George Vraca a primit următoarele distincții:
- Ordinul „Meritul Cultural” în gradul de Cavaler cl. II, pentru teatru (23 septembrie 1942)[6]
- titlul de Artist Emerit al Republicii Populare Române (20 iunie 1952)[7]
- Ordinul „Steaua Republicii Populare Romîne” clasa a III-a (26 august 1954) „pentru merite deosebite în realizarea filmelor «Nepoții Gornistului» și «Răsare soarele» (Nepoții Gornistului seria a II-a)”[8]
- titlul de „Artist al Poporului din Republica Populară Romînă” (3 martie 1955) „pentru merite deosebite în activitatea artistică”[9]
- Ordinul Muncii clasa I (6 iulie 1956) „cu prilejul împlinirii a 10 ani de la înfințarea Teatrului Armatei, pentru merite deosebite în muncă”[10]